# Zerain
Zerain – gmina w Hiszpanii, w prowincji Guipúzcoa, w Kraju Basków, o powierzchni 10,37 km². W 2011 roku gmina liczyła 265 mieszkańców.